# عملية الارتياح
عملية الارتياح هي عملية أطلقتها البحرية الهندية لإجلاء المواطنين الهنود والسريلانكيين والنيباليين والمواطنين اللبنانيين المتزوجين من هنود من منطقة النزاع خلال حرب لبنان 2006.
كما أطلقت القوات المسلحة الهندية جهدا مماثلا وهي عملية العودة للوطن بأمان لجلب مواطنين هنود من ليبيا خلال الحرب الأهلية الليبية عام 2011.

## الخلفية
اندلع الصراع العسكري بين إسرائيل وحزب الله في يوليو وأغسطس 2006 عندما شن حزب الله في 12 يوليو غارة عابرة للحدود على إسرائيل قتل فيها 10 جنود إسرائيليين واستولى على جثتين لاستعمالهما للمساومة لإطلاق سراح السجناء اللبنانيين في إسرائيل. ردت إسرائيل بحصار جوي وبحري وحملة تفجير ضخمة وغزو بري للبنان. خلال الحرب تم القبض على العديد من الأجانب الذين يزورون لبنان في الحرب. قتل مواطن هندي وجرح ثلاثة آخرون في 21 يوليو في هجوم إسرائيلي بالقنابل.
طلبت الحكومة الهندية من القوات المسلحة الهندية المساعدة في إجلاء مواطنيها المعرضين للخطر من منطقة الحرب. من بين أكثر من 10000 مواطن هندي في لبنان تعرض نحو 2000 شخص للخطر. كما طالبت سريلانكا والنيبال المجاورتين اللتين تفتقران للموارد العسكرية من الحكومة الهندية المساعدة في إخلاء مواطنيها. إجمالا تم ترحيل أكثر من 2200 من مواطني هذه البلدان في منطقة النزاع.

## الرد
كانت فرقة العمل البحرية الهندية 54 المكونة من ثلاث سفن حربية وناقلة أسطول تعود إلى الهند من البحر الأبيض المتوسط بعد زيارة ودية وكانت على وشك عبور قناة السويس. في أعقاب الأعمال العدائية أمرت بالعودة للمساعدة في إجلاء الرعايا الهنود من لبنان. تتألف فرقة العمل من المدمرة إنز مومباي والفرقاطات إنز براهمابوترا وإنز بيتوا وناقلة أسطول إنز شاكتي.
كانت خطة الإخلاء للسفينة الحربية هي نقل الأشخاص الذين تم إجلاؤهم إلى قبرص حيث كانت رحلات طيران الهند الجوية المستأجرة ستطير بهم إلى الهند. كانت السفن الحربية في حالة تأهب قصوى في محطات المعركة. كانت المروحيات السبع التابعة للقوة العاملة جوا محمولة لكشف واعتراض أي من القوات المتحاربة التي تخطئ السفن الهندية من أجل عدوها.
قامت مومباي بإجلاء 1495 شخصا إلى قبرص في ثلاث طلعات جوية في 20 و23 و26 يوليو. أجلت براهمابوترا وبيتوا 188 شخصا و254 شخصا على التوالي خلال طلعة جوية في 23 يوليو. لم يتم نشر شاكتي من أجل إجلاء الخط الأمامي حيث أن هذه السفينة كانت أكثر عرضة للخطر من دون نظم دفاع سريع وأقل قابلية للتحرك. غير أن سفينة الدعم ساعدت في توفير الوقود وإعطاء الأشخاص الذين تم إجلاؤهم على متن السفن الأخرى خلال العملية.
تم إجلاء ما مجموعه 2280 شخصا من بينهم 1764 هنديا. كان 112 من السريلانكيين و64 نيباليا وسبعة لبنانيين من أصل هندي من بين الذين تم إجلاؤهم. كما تم إجلاء مواطني الدول الصديقة الأخرى المعرضة للخطر على سبيل المجاملة. كانت هذه واحدة من أكبر عمليات الإجلاء التي قامت بها البحرية الهندية منذ الحرب العالمية الثانية.
بعد الإجلاء بقيت فرقة العمل على المحطات في المياه الدولية قبالة لبنان ورصد النزاع وضمان سلامة المواطنين الهنود الباقين في لبنان. غادرت السفن إلى موانئها في 10 أغسطس 2006.